# Walerian Wilczogórski
Walerian Wilczogórski herbu Montelupi (ur. ?, zm. ?) – polski duchowny rzymskokatolicki, biskup pomocniczy kujawsko-pomorski.

## Życiorys
Pochodził z osiadłej w Polsce włoskiej rodziny szlacheckiej (indygenat otrzymał jego dziadek). Był archidiakonem kuckim i proboszczem paczanowskim.
13 maja 1652 papież Innocenty X prekonizował go biskupem pomocniczym kujawsko-pomorskim oraz biskupem in partibus infidelium margaryteńskim. Sakrę biskupią przyjął z rąk biskupa kujawsko-pomorskiego Mikołaja Wojciecha Gniewosza.